# Хеймир Хадльгримссон
Хеймир Хадльгримссон (исл. Heimir Hallgrímsson; 10 июня 1967, Вестманнаэйяр, Исландия) — исландский футбольный тренер, с 2013 по 2018 год — главный тренер национальной сборной. С 2024 года возглавляет национальную команду Ирландии.

## Карьера игрока
Родился на одном из островов архипелага Вестманнаэйяр и в 1986 году вышел на поле в составе самого большого клуба этой части Исландии — «Вестманнаэйяр». В высшем дивизионе страны провёл более 70 матчей. В 1993 году перешёл в клуб низшего дивизиона «Хёттюр», в нём приобрёл первый тренерский опыт, тренируя женскую команду клуба.
В 1994 году окончил Исландский университет, получил диплом по специальности «стоматология» с правом ведения бизнеса в этой отрасли. Некоторое время совмещал профессиональную деятельность с карьерой игрока и тренера.
С 1998 по 2007 год, уже являясь тренером «Вестманнаэйяра», выступал за клуб низшего дивизиона «КФС Вестманяэйяр», в нём и закончил карьеру игрока, перейдя на полный рабочий день в качестве тренера.

## Карьера тренера
Первый тренерский опыт получил в 1993 году в клубе «Хёттюр». Однако в полном объёме сосредоточился на тренерской работе с 1998 года. С 1998 по 2011 год в системе клуба «Вестманнаэйяра» тренировал детскую, женскую и, наконец, взрослую команду клуба.
В 2006 году получил тренерскую лицензию УЕФА. С 2011 года помощник тренера национальной сборной Исландии шведского специалиста Ларса Лагербека. С 2014 года совместно с Лагербеком является главным тренером национальной сборной. В 2016 году на чемпионате Европы сборная Исландии сначала сенсационно вышла из группы, затем на стадии 1/8 финала сенсационно обыграла сборную Англии со счётом 2:1, закончив своё участие на турнире поражением в матче 1/4 финала от сборной Франции (2:5).

### Статистика тренера
| Должность                 | С    | По | Итог | Итог  | Итог | Итог | Итог    | Итог |
| Должность                 | С    | По | Игр  | Выиг. | Нич. | Пор. | Выиг. % |      |
| ------------------------- | ---- | -- | ---- | ----- | ---- | ---- | ------- | ---- |
| Исландия (главный тренер) | 2013 | -  | 28   | 11    | 6    | 11   | 39,29   |      |